# Стеклова Горпина Володимирівна
Горпина Володимирівна Стеклова (рос. Агриппина Владимировна Стеклова; нар.. 15 лютого 1973, Краснодар, РРФСР, СРСР) — російська актриса театру і кіно. Заслужена артистка РФ (2008).
Фігурант бази даних центру «Миротворець» (незаконна діяльність (театральні гастролі, кінозйомки) на території анексованого Криму).

## Біографія
Народилася 15 лютого 1973 року в Краснодарі в сім'ї акторів Володимира Стеклова та Людмили Мощенської. Після закінчення в 1996 році акторського курсу ГІТІСу працювала актрисою в театрі «Сатирикон». Уперше знялася в кіно в 1989 році, виконавши роль Антоніни у фільмі «Транті-Ванті».
У 2012 році стала лауреатом премії «Зірка театрала» в номінації «Найкраща жіноча роль другого плану» за роль Доріни в спектаклі «Тартюф» в Театрі на Малій Бронній.
За роль медсестри Надії у фільмі режисера Олександра Котта «Інсайт» нагороджена призами за найкращу жіночу роль на фестивалі «Амурська осінь» в Благовєщенську, на кінофестивалі «Віват кіно Росії!» в Санкт-Петербурзі, Міжнародному фестивалі нового європейського кіно «Златната липа» в Болгарії і була номінована на премію Кіноакадемії Азійсько-Тихоокеанського регіону Asia Pacific Screen Awards («Азійський Оскар»).

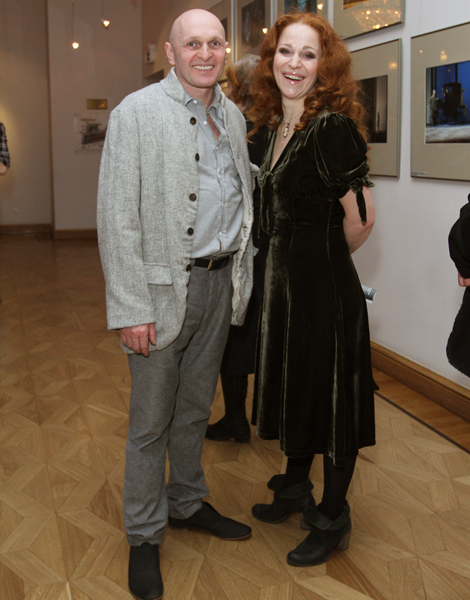
Горпина Стеклова і Володимир Большов.

- Син Данило Андрійович Стеклов (нар.. 1993), актор. Невістка — актриса Надія Лумпова.
  - Онук Петро (нар.. 2018)
- Чоловік — Володимир Большов (нар.. 1958), актор.

## Творчість

### Ролі в театрі

#### Незалежний театральний проєкт
- 2002 — «Трактирниця»[10] по пьесе Карло Ґольдоні — Деяніра
- 2005 — «Жорстокі танці»[11] Танцювальний марафон за мотивами роману Хораса Маккоя «Загнаних коней пристрілюють, чи не так?» — Глорія
- 2006 — «Дід Мороз — Мерзотник»[12] Ж. Баласко, М.-А. Шазель, К. Клав'є, Ж. Жюньо, Т. Лермітт, Б. Мойно — Жозетт
- 2008 — «Театр за правилами і без» М. Фрейн

### Телепроєкти
У 2004 році брала участь в телегрі Форт Буаяр разом з Павлом Дерев'янком, Вікторією Ісаковою, Саїдом Дашук-Нігматулліним, Олексієм Гоманом та Олександром Панайотовим. Виграш склав 12'670 рублів.
У 2005 році брала участь у телегрі Вгадай мелодію разом з Олексієм Макаровим та Олександром Носиком. Виграш склав 26 415 рублів.

### Фільмографія
| Рік  |   | Назва                             | Роль                                                     |    |
| ---- | - | --------------------------------- | -------------------------------------------------------- | -- |
| 1989 | ф | Транті-ванті                      | Антоніна                                                 | ру |
| 1995 | ф | Дрібний біс                       | Дарина                                                   | ру |
| 1996 | ф | Привіт, дурні!                    |                                                          | ру |
| 1997 | ф | Дружок                            |                                                          | ру |
| 2000 | ф | Справжні пригоди                  |                                                          | ру |
| 2001 | ф | Громадянин начальник              | дружина Звенигородцева                                   | ру |
| 2001 | с | Чоловіча робота                   | Олена, дружина Пасічника                                 | ру |
| 2002 | с | Закон                             | дружина священика Дмитра                                 | ру |
| 2003 | ф | Коктебель                         | сільська лікарка                                         | ру |
| 2004 | ф | Рагін                             | Райська                                                  | ру |
| 2005 | с | Полювання на ізюбра               | Соня                                                     | ру |
| 2006 | с | Кімната з видом на вогні          |                                                          | ру |
| 2006 | с | Мій генерал                       | Оленька                                                  | ру |
| 2006 | ф | Ніжний барс                       | Людмила                                                  | ру |
| 2007 | с | Сищик Путілін                     |                                                          | ру |
| 2007 | ф | На шляху до серця                 | Ніна                                                     | ру |
| 2007 | с | Особисте життя лікаря Селіванової | Тетяна                                                   | ру |
| 2008 | ф | Розумниця, красуня                | Оксана                                                   | ру |
| 2008 | ф | Дівчинка моя                      | Ніна                                                     | ру |
| 2008 | ф | Найкрасивіша 2                    | Аліса                                                    | ру |
| 2009 | ф | Холодне серце                     | Катя, дружина Андрія Морозова                            | ру |
| 2009 | с | Танго з ангелом                   | Майя Блінова                                             | ру |
| 2009 | ф | На всіх широтах...                | Клава                                                    | ру |
| 2009 | ф | Сільська комедія                  |                                                          |    |
| 2009 | ф | Голубка                           | Любаша                                                   | ру |
| 2009 | ф | Жила-була одна баба               | Панька                                                   | ру |
| 2010 | ф | Мама за контрактом                |                                                          | ру |
| 2012 | ф | Бідні родичі                      | Ірина Бондарева                                          | ру |
| 2013 | ф | Географ глобус пропив             | Роза Борисівна, завуч школи                              | ру |
| 2014 | с | Корабель                          | кухарка Надія                                            | ру |
| 2014 | с | Черговий ангел                    | Марина Опанасівна                                        | ру |
| 2015 | ф | Інсайт                            | Надія                                                    | ру |
| 2015 | ф | Клінч                             | Тетяна                                                   | ру |
| 2015 | ф | Райські кущі                      | Валерія                                                  | ру |
| 2015 | ф | День виборів 2                    | дружина голови ЦВК                                       | ру |
| 2016 | с | Швидкі родичі                     | Галя, мама Юлі                                           | ру |
| 2017 | с | Великі гроші (Фальшивомонетники)  | Олена Олександрівна Потапова, дружина Павла, мати Андрія | ру |
| 2018 | с | Доктор Преображенський            | Галина Юхимівна                                          | ру |
| 2021 | с | Пробудження                       | Олена Володимирівна Єльницька, полковник поліції (ру)    |    |

## Нагороди
- Лауреат Премії Станіславського
- Лауреат конкурсу «Золота ліра. Жіноче обличчя. Творчої еліти.»
- Лауреат театральної премії «Чайка»
- Лауреат театральної премії газети «Московський комсомолець»
- Лауреат премії «Зірка театрала»
- Заслужена артистка РФ